# 13e étape du Tour d'Espagne 2012
La 13e étape du Tour d'Espagne 2012 s'est déroulée le vendredi 31 août 2012, partant de Saint-Jacques-de-Compostelle et arrivant à Ferrol après 172,8 km de course.

## Parcours de l'étape
Le parcours ne comprenant aucune difficulté répertoriée, les sprinteurs peuvent faire étalage de leur pointe de vitesse si les baroudeurs ne se rendent pas au bout. Le final est légèrement technique.

## Déroulement de la course
Au départ de cette étape, un groupe de coureurs s'échappe. On y retrouve notamment Juan Antonio Flecha (Sky), Thomas De Gendt (Vacansoleil-DCM), ainsi que des coureurs déjà à l'attaque comme Cameron Meyer (Orica-GreenEDGE) et son coéquipier Simon Clarke, déjà vainqueur sur cette Vuelta. Le peloton est emmené par l'équipe Argos-Shimano de l'Allemand John Degenkolb. Cette étape est aussi marquée par l'abandon de Nacer Bouhanni (FDJ-BigMat) mal remis de sa chute de la veille. Le peloton n'arrive pas réduire l'écart, qui reste aux alentours de la minute. À l'avant de la course, Flecha attaque mais ne parvient pas à distancer ses compagnons d'échappée. Dans le peloton, plusieurs contres qui n’aboutissent à rien sont lancés et désorganisent la poursuite. Personne ne relaye les équipiers de Degenkolb et cela a pour effet de laisser les échappés se disputer la victoire. Steve Cummings (BMC Racing) attaque seul. Flecha et Meyer se lancent à sa poursuite, ils reviennent à une dizaine de mètres mais ne parviennent pas à le rattraper. Cummings s'impose en solitaire avec derrière lui Flecha et Meyer. Degenkolb règle le sprint du peloton, qui arrive 40 secondes plus tard.
Le classement général est inchangé, avec à sa tête Joaquim Rodríguez (Katusha).

## Classement de l'étape
| Classement de l'étape | Classement de l'étape | Classement de l'étape | Classement de l'étape | Classement de l'étape |
|                       | Coureur               | Pays                  | Équipe                | Temps                 |
| --------------------- | --------------------- | --------------------- | --------------------- | --------------------- |
| 1er                   | Steve Cummings        | GBR                   | BMC Racing            | en 4 h 5 min 2 s      |
| 2e                    | Cameron Meyer         | AUS                   | Orica-GreenEDGE       | + 4 s                 |
| 3e                    | Juan Antonio Flecha   | ESP                   | Sky                   | + 4 s                 |
| 4e                    | Simon Clarke          | AUS                   | Orica-GreenEDGE       | + 14 s                |
| 5e                    | Linus Gerdemann       | GER                   | RadioShack-Nissan     | + 14 s                |
| 6e                    | Thomas De Gendt       | BEL                   | Vacansoleil-DCM       | + 14 s                |
| 7e                    | John Degenkolb        | GER                   | Argos-Shimano         | + 40 s                |
| 8e                    | Allan Davis           | AUS                   | Orica-GreenEDGE       | + 40 s                |
| 9e                    | Ben Swift             | GBR                   | Sky                   | + 40 s                |
| 10e                   | Lloyd Mondory         | FRA                   | AG2R La Mondiale      | + 40 s                |
| modifier              |                       |                       |                       |                       |

## Classement général
| Classement général | Classement général | Classement général | Classement général     | Classement général  |
|                    | Coureur            | Pays               | Équipe                 | Temps               |
| ------------------ | ------------------ | ------------------ | ---------------------- | ------------------- |
| 1er                | Joaquim Rodríguez  | ESP                | Katusha                | en 48 h 56 min 17 s |
| 2e                 | Alberto Contador   | ESP                | Saxo Bank-Tinkoff Bank | + 13 s              |
| 3e                 | Christopher Froome | GBR                | Sky                    | + 51 s              |
| 4e                 | Alejandro Valverde | ESP                | Movistar               | + 1 min 20 s        |
| 5e                 | Robert Gesink      | NED                | Rabobank               | + 2 min 59 s        |
| 6e                 | Daniel Moreno      | ESP                | Katusha                | + 3 min 29 s        |
| 7e                 | Nicolas Roche      | IRL                | AG2R La Mondiale       | + 4 min 22 s        |
| 8e                 | Andrew Talansky    | USA                | Garmin-Sharp           | + 5 min 17 s        |
| 9e                 | Laurens ten Dam    | NED                | Rabobank               | + 5 min 18 s        |
| 10e                | Bauke Mollema      | NED                | Rabobank               | + 6 min 1 s         |
| modifier           |                    |                    |                        |                     |

## Classements annexes

### Classement par points
| Classement par points | Classement par points | Classement par points | Classement par points | Classement par points |
| --------------------- | --------------------- | --------------------- | --------------------- | --------------------- |
|                       | Coureur               | Pays                  | Équipe                | Point(s)              |
| 1er                   | Joaquim Rodríguez     | ESP                   | Katusha               | 119 points            |
| 2e                    | John Degenkolb        | GER                   | Argos-Shimano         | 112 pts               |
| 3e                    | Alejandro Valverde    | ESP                   | Movistar              | 106 pts               |
| modifier              |                       |                       |                       |                       |

### Classement du meilleur grimpeur
| Classement du meilleur grimpeur | Classement du meilleur grimpeur | Classement du meilleur grimpeur | Classement du meilleur grimpeur | Classement du meilleur grimpeur |
| ------------------------------- | ------------------------------- | ------------------------------- | ------------------------------- | ------------------------------- |
|                                 | Coureur                         | Pays                            | Équipe                          | Point(s)                        |
| 1er                             | Alejandro Valverde              | ESP                             | Movistar                        | 22 points                       |
| 2e                              | Joaquim Rodríguez               | ESP                             | Katusha                         | 20 pts                          |
| 3e                              | Simon Clarke                    | AUS                             | Orica-GreenEDGE                 | 16 pts                          |
| modifier                        |                                 |                                 |                                 |                                 |

### Classement du combiné
| Classement du combiné | Classement du combiné | Classement du combiné | Classement du combiné  | Classement du combiné |
| --------------------- | --------------------- | --------------------- | ---------------------- | --------------------- |
|                       | Coureur               | Pays                  | Équipe                 | Point(s)              |
| 1er                   | Joaquim Rodríguez     | ESP                   | Katusha                | 4 points              |
| 2e                    | Alejandro Valverde    | ESP                   | Movistar               | 8 pts                 |
| 3e                    | Alberto Contador      | ESP                   | Saxo Bank-Tinkoff Bank | 10 pts                |
| modifier              |                       |                       |                        |                       |

### Classement par équipes
| Classement général par équipes | Classement général par équipes | Classement général par équipes | Classement général par équipes |
|                                | Équipe                         | Pays                           | Temps                          |
| ------------------------------ | ------------------------------ | ------------------------------ | ------------------------------ |
| 1re                            | Rabobank                       | Pays-Bas                       | en 146 h 24 min 5 s            |
| 2e                             | Sky                            | Royaume-Uni                    | + 2 min 19 s                   |
| 3e                             | AG2R La Mondiale               | France                         | + 3 min 40 s                   |
| modifier                       |                                |                                |                                |

## Abandons
- Nacer Bouhanni (FDJ-BigMat) : abandon
- Morris Possoni (Lampre-ISD) : non-partant
- Hayden Roulston (RadioShack-Nissan) : non-partant